# Steinbruch (Treuchtlingen)
Steinbruch ([ˈʃtaɪ̯nˌbʁʊx] ) ist ein Gemeindeteil der Stadt Treuchtlingen im Landkreis Weißenburg-Gunzenhausen (Mittelfranken, Bayern). Steinbruch liegt in der Gemarkung Haag bei Treuchtlingen.

## Lage, Verkehr
Die Einöde liegt in der Südlichen Frankenalb südwestlich von Treuchtlingen und nordwestlich von Haag, südlich des Möhrenbachtals auf der Albhöhe circa 460 m ü. NHN. Von der Staatsstraße 2217 zweigt im Möhrenbachtal zwischen der Schürmühle und der Mattenmühle eine Gemeindeverbindungsstraße ab, die zum Gemeindeteil Steinbruch und weiter nach Rehlingen führt.

## Geschichte
Der Ort wurde als „Haus am Steinbruch“ um 1900 erbaut. Bis in die 1980er Jahre war neben einem Jurasteinbruch ein ganzer Gebäudekomplex entstanden, den die 1911 als Aktiengesellschaft gegründeten „Treuchtlinger Marmorwerke“ (seit 1993 eine GmbH) unter anderem zur Verwaltung nutzen. Im Zuge der bis 1906 durch das Möhrenbachtal gebauten Bahnstrecke Donauwörth–Treuchtlingen erhielt das Werk einen eigenen Gleisanschluss. 1950 wohnten hier 23 Personen. 1961 zählte man zwölf Einwohner, die in die evangelisch-lutherische Pfarrei Rehlingen gepfarrt waren und deren Kinder auch dort zur Schule gingen. Spätestens in den 1980er Jahren wurde der Komplex nicht mehr zu Wohnzwecken genutzt.
Der ehemalige Gemeindeteil von Haag bei Treuchtlingen (Namenszusatz seit 1927) wurde im Zuge der Gebietsreform in Bayern von 1972 nach Treuchtlingen eingemeindet. Ein kleinerer Teil dieser Gemeinde kam zu Langenaltheim. Nach Aufgabe des Marmorwerkes wird seit etwa Mitte der 1990er Jahre eine Werkshalle von einem gemeinnützigen Verein als Übungsareal für Musiker und Bands genutzt; zudem werden hier Rock-Festivals veranstaltet.